# Шариф Алі
Шариф Алі (також відомий як Баркат Алі ібн Шариф Айлан ібн Шариф Румайта) — четвертий султан Брунею. Походив з арабської родини. Зайняв престол 1425 року після смерті султана Ахмада, не залишивши спадкоємців чоловічої статі.
Важко переоцінити його внесок у поширення ісламу в Брунеї. Став першим султаном, який не мав генеалогічних зв'язків з попередніми монархами Брунею.
Шариф Алі був дуже благочестивим правителем, через що отримав прізвисько «Султан Беркат» (Блаженний Султан). Він будував мечеті, фортифікаційні споруди для посилення оборони країни, заклав місто Кота Бату. Керував Брунеєм відповідно до ісламських принципів. Його правління мало популярність і повагу серед населення. Після його смерті 1432 року йому спадкував його син Сулейман.